# Уланова, Екатерина Вадимовна
Екатери́на Вади́мовна Ула́нова (до 2011 — Кабешо́ва; род. 5 августа 1986, Иваново) — российская волейболистка. Чемпионка мира 2010 года, 6-кратная чемпионка России. Мастер спорта России международного класса (2010).

## Биография
Начала заниматься волейболом в СДЮШОР № 3 города Иваново. Первый тренер — Л. Ф. Чебунина. Выступала за команды:
- 2001—2004 — «Олимпия» (Шуя);
- 2004—2006 — «Динамо» (Москва);
- 2006—2007 — ЦСКА (Москва);
- 2007—2009 — «Ленинградка» (Санкт-Петербург);
- 2009—2010 — «Динамо» (Краснодар);
- 2010—2019 — «Динамо-Казань».

В составе московского «Динамо»:
- чемпионка России 2006;
  - серебряный призёр чемпионата России 2005;
- бронзовый призёр Кубка России 2005;
- финалистка розыгрыша Кубка топ-команд 2006.

В составе ЦСКА:
- серебряный призёр чемпионата России 2007;
- серебряный призёр Кубка России 2006;
- серебряный призёр Кубка топ-команд 2007.

В составе «Ленинградки»:
- бронзовый призёр Кубка вызова ЕКВ 2009.

В составе краснодарского «Динамо»:
- бронзовый призёр чемпионата России 2010.

В составе «Динамо-Казань»:
- 5-кратная чемпионка России — 2011, 2012, 2013, 2014, 2015;
  - двукратный серебряный призёр чемпионатов России — чемпионата России 2017, 2018.
- 4-кратный обладатель Кубка России — 2010, 2012, 2016, 2017;
  - двукратный серебряный (2011, 2013) и бронзовый (2018) призёр розыгрышей Кубка России.
- победитель Лигу чемпионов 2014;
  - бронзовый призёр Лиги чемпионов 2012;
- победитель розыгрыша Кубка ЕКВ 2017
- чемпионат мира среди клубных команд 2014.

Лучшая либеро «Финала четырёх» розыгрышей Кубка России 2010 и 2017, лучшая на приёме «Финала четырёх» Кубка России 2011, лучшая либеро клубного чемпионата мира 2014.
В 2003—2005 годах Екатерина Кабешова выступала за юниорскую и молодёжную сборные России. В 2004 году стала бронзовым призёром чемпионата Европы среди молодёжных команд. Также принимала участие в чемпионатах мира и Европы среди девушек 2003 и чемпионате мира среди молодёжных команд 2005.
С 2005 года Екатерина Кабешова выступала за национальную сборную России. В её составе участвовала в Олимпийских играх 2008, Мировом Гран-при 2007 и 2009, чемпионатах Европы 2005, 2007 и 2009. Серебряный призёр Гран-при 2009, бронзовый призёр европейских первенств 2005 и 2007.
В ноябре 2010 года стала чемпионкой мира в составе сборной России.